# Régions historiques de l'Arménie
Les régions historiques de l'Arménie sont les quinze provinces du royaume d'Arménie énumérées par le géographe arménien du VIIe siècle Anania de Shirak dans sa Géographie.

## Liste

Les quinze provinces de l'Arménie historique.

Anania de Shirak effectue un découpage novateur de l'Arménie en quinze provinces, issues de périodes différentes de son histoire :
- Haute-Arménie ;
- Arménie IV ou Sophène ;
- Aghdzenik ;
- Mokk ;
- Kordchayk ;
- Parskahayk ;
- Vaspourakan ;
- Tôroubéran ;
- Syunik ;
- Artsakh ;
- Paytakaran ;
- Outik ;
- Gougark
- Tayk ;
- Ayrarat.